# Mariakerk (Neubrandenburg)
De Mariakerk (Marienkirche) was de belangrijkste parochiekerk van de stad Neubrandenburg in Meckelenburg-Voorpommeren. In de nadagen van de Tweede Wereldoorlog viel de kerk ten prooi aan brandstichting door het Rode Leger. Lange tijd bleef het gebouw als ruïne staan. In 2001 werd het gerenoveerde gebouw als concertgebouw in gebruik genomen. Daarnaast is het gebouw ook nu nog een fraai voorbeeld van de Noord-Duitse baksteengotiek.

## Geschiedenis
Met de bouw van de kerk werd al snel na de stichting van de stad in 1248 begonnen. Deze waarschijnlijk houten kerk op een fundament van veldstenen werd in 1270 vervangen door een kerk van granieten stenen. Het vier traveeën tellende koor van de huidige kerk kwam in het einde van de 13e eeuw gereed. Het hoofdaltaar werd in 1298 gewijd. Vanaf het begin van de 14e eeuw werd een aanvang gemaakt met de bouw van het kerkschip, in de loop van de eeuw volgde de kerktoren.
In 1549 werd Neubrandenburg een protestantse stad. Sindsdien werd de Mariakerk een lutherse kerk waar doorgaans twee tot drie predikanten werkten. Tot 1765 herbergde Neubrandenburg ook de zetel voor de superintendent van het bisdom Stargard.
In 1591 stortte de torenspits van de kerk tijdens een storm in. De kerk werd ook betrokken bij een stadsbrand in 1614. Tijdens de Dertigjarige Oorlog richtten keizerlijke troepen bij de bezetting van de stad in 1631 in het kerkgebouw een bloedbad aan. Een blikseminslag in 1655 beschadigde de toren opnieuw, waarbij de klokken en het uurwerk verwoest werden. Een stadsbrand in 1676 had verschrikkelijke gevolgen voor de kerk. De toren die op het middenschip neerstortte, beschadigde het gewelf van de kerk zo ernstig, dat het moest worden afgebroken. De verarmde stad kon zich slechts een provisorisch herstel permitteren en liet het gewelf door een plafond van planken vervangen. Tot 1694 waren er geen erediensten in de kerk mogelijk.
Het huidige aanzien van de kerk ontstond na meerjarige bouwwerkzaamheden vanaf 1832 onder leiding van Friedrich Wilhelm Buttel. De inwijding volgde op 12 augustus 1841.

## Verwoesting
Op 29 april 1945 werd Neubrandenburg zonder verzet ingenomen door het Rode Leger. De stad werd daarna moedwillig verwoest en in brand gestoken, hetgeen leidde tot de vernietiging van 80% van de historische binnenstad. Ook de Mariakerk brandde tot op de buitenmuren volledig uit.

## Ontwijding
De kosten van de geplande herbouw van de kerk na de oorlog overtrof de mogelijkheden van de kerkelijke gemeente. Ook een verzoek om dan in het oostelijke deel van het gebouw een kerkruimte te bouwen, bleek niet realiseerbaar.
Nadat in de vroege jaren 1970 sloopplannen voor de kerk werden verijdeld, verwierf de gemeente in 1975 het kerkgebouw en begon vervolgens met de her- en uitbouw van de ruïne om er een concertzaal en kunstgalerie van te maken. Na de hereniging van 1989-1990 stokte de herbouw, omdat er onenigheid bestond tussen de architect en de overheid over het te volgen bouwconcept. Er werden meerdere wedstrijden uitgeschreven voor nieuwe ontwerpen. Uiteindelijk wist de Finse architect Pekka Salminen het winnende ontwerp te leveren. Op 13 juli 2001 werd het herboren gebouw ingehuldigd met een concert van de Neubrandenburger Philharmonie. Het kreeg bij die gelegenheid de naam Konzertkirche Neubrandenburg. De concertzaal met 850 zitplaatsen wordt als een van de beste in Duitsland gewaardeerd, onder meer door de uitermate goede akoestiek.